# Wiesława Drojecka
Wiesława Drojecka (ur. 27 października 1930 w Grodnie, zm. 21 kwietnia 2024) – polska piosenkarka.

## Życiorys
W czasie II wojny światowej jako dziecko została zesłana na Syberię. Ma wykształcenie stomatologiczne.
Wykonawczyni o miękkim, głębokim głosie często porównywanym do współczesnej jej Juliette Gréco. W 1959 roku zajęła I miejsce w konkursie piosenkarskim zorganizowanym przez Polskie Radio w Poznaniu, co zaowocowało w latach 1959-70 współpracą z orkiestrą Poznańska Piętnastka Radiowa. Jako solistka nagrała z tym zespołem około 200 piosenek. Współpracowała także z orkiestrami Jerzego Miliana, Benona Hardego, Jerzego Gerta w Krakowie i Stefana Rachonia w Warszawie.
We Wrocławiu tworzyła z działająca przy rozgłośni radiowej Orkiestrą Polskiego Radia Jerzego Zabłockiego. Nagrała wiele niezapomnianych utworów, m.in. - Złoty deszcz, popularną piosenkę o Wrocławiu autorstwa Andrzeja Barskiego z muzyką Jadwigi Skowrońskiej.
Jej wykonanie utworu Bronisława Broka i Władysława Szpilmana Nie wierzę piosence ugruntowało jej artystyczną pozycję, owocując w 1961 r. nagrodą prasy zagranicznej i Ekspresu Wieczornego na I Międzynarodowym Festiwalu Piosenki w Sopocie. Koncertowała w Niemczech, w ZSRR i Jugosławii, gdzie zdobyła nagrodę na festiwalu w Skopje (Skopje Fest).
Poprzez wszystkie lata twórczości nagrywała w Berlinie, Moskwie, Leningradzie, Nowosybirsku. W latach 70 i 80 współpracowała z Centrum Sztuki Impart, śpiewała także z zespołem Bogusława Klimsa Występowała w Kabarecie Nie z Tej Ziemi z aktorami z Teatru Polskiego we Wrocławiu. Przez ponad 20 lat występowała na estradach i w programach telewizyjnych w wielu krajach byłego ZSRR, gdzie obok Anny German uważana jest za najpopularniejszą polską piosenkarkę tamtych lat.
Przez ostatnie kilkanaście lat uczestniczy w cotygodniowych popularnych audycjach muzycznych red. Jana Mazura w Radiu Wrocław, od pewnego czasu gości często w znanych audycjach red. Dariusza Michalskiego w I Programie Polskiego Radia w Warszawie. W 2006 roku w Moskwie została wydana płyta CD skompilowana jako Złota kolekcja, na której część utworów jest wykonywana przez Wiesławę Drojecką w języku rosyjskim. W 2011 roku wytwórnia Teddy Records wydała płytę Wiesława Drojecka, w 2013 roku Śpiewałam ludziom na pocieszenie i w 2018 roku Tango d`amore.
24 czerwca 2011 roku otrzymała Nagrodę Wrocławia za całokształt pracy artystycznej. 30 sierpnia 2012 r. została odznaczona Brązowym Medalem „Zasłużony Kulturze Gloria Artis”.
Zmarła 21 kwietnia 2024 roku i została pochowana na cmentarzu Grabiszyńskim we Wrocławiu. 

## Życie prywatne
Dwukrotnie zamężna, jej drugim mężem był wokalista Jean Tatlian. Oba związki zakończyły się rozwodami. Z pierwszym mężem miała córkę Izabellę, która zmarła na raka w wieku 35 lat.